# Ola de calor en Europa de junio de 2019
Las olas de calor en Europa en 2019 fueron períodos de clima inusualmente cálidos que afectaron al sudoeste y al centro de Europa. La primera comenzó a fines de junio y finalizó a principios de julio, dejando como resultado el mes de junio más cálido jamás registrado en Europa. La ola de calor fue causada por la alta presión y los vientos del desierto del Sahara que afectaron a grandes partes del continente, según los meteorólogos.
Generó temperaturas récord para el mes de junio en muchos lugares. Francia experimentó temperaturas superiores a 45 °C (113 °F) por primera vez en la historia registrada. El 28 de junio, en Gallargues-le-Montueux, se produjo un registro histórico de temperatura a nivel nacional con 46 °C (114.8 °F). A fines de julio comenzó una segunda ola de calor que produjo temperaturas récord en Alemania, Luxemburgo, Países Bajos y Bélgica.
El calor estuvo implicado en la muerte de al menos 13 personas. Cinco murieron en Francia, cuatro en Alemania, dos en España y uno en Italia y el Reino Unido. Nueve de estos fueron ahogamientos, atribuidos a personas que se estaban calmando, y otro involucraba a un trabajador agrícola agotado que quedó inconsciente después de sumergirse en una piscina. Los tres restantes tenían 72, 80 y 93 años. Aproximadamente 321 millones de personas se vieron afectadas por temperaturas similares en los mismos países.